# Dogani
Dogani (도가니), noto in occidente con il titolo The Crucible o Silenced, è un film del 2011 diretto da Hwang Dong-hyuk.  La pellicola è tratta da un best seller, a sua volta ispirato ad una storia vera accaduta nel 2005.

## Trama
Un professore di Seul si trasferisce a Gwangju, una piccola cittadina alla periferia di Seul, in una scuola per sordi. Per caso, il professore incontra una ragazza che lavora al Centro per Diritti Umani, che coglie l'occasione per denunciare degli abusi nella scuola per sordi, di tre o quattro ragazzi sordi, dei quali il più piccolo si era suicidato. Il fratello maggiore subisce più volte le violenze da parte del professor Pak.

Il professore coglie l'occasione di salvare i ragazzi dalle grinfie del pedofilo Pak e di altri complici. Venuta a conoscenza degli avvenimenti la ragazza del centro per diritti va sia alla stazione di polizia che al dipartimento dell'istruzione, per denunciare i fatti.

La maggior parte del fatto avvengono al tribunale coreano, con la presenza di un interprete della lingua dei segni coreana, che all'inizio del processo erano scettici. Il prof e la volontaria dei diritti umani lottano a fianco, nonostante l'opinione pubblica sia contro la comunità sorda coreana.

## Critica
In Corea del Sud, il film ha avuto un forte impatto nella comunità sorda sulla mancanza dei diritti umani nei confronti dei bambini sordi, vittime di pedofilia. Dopo il film, il Congresso Democratico della Corea del Sud ha promulgato una legge in loro difesa.